# 花园环路

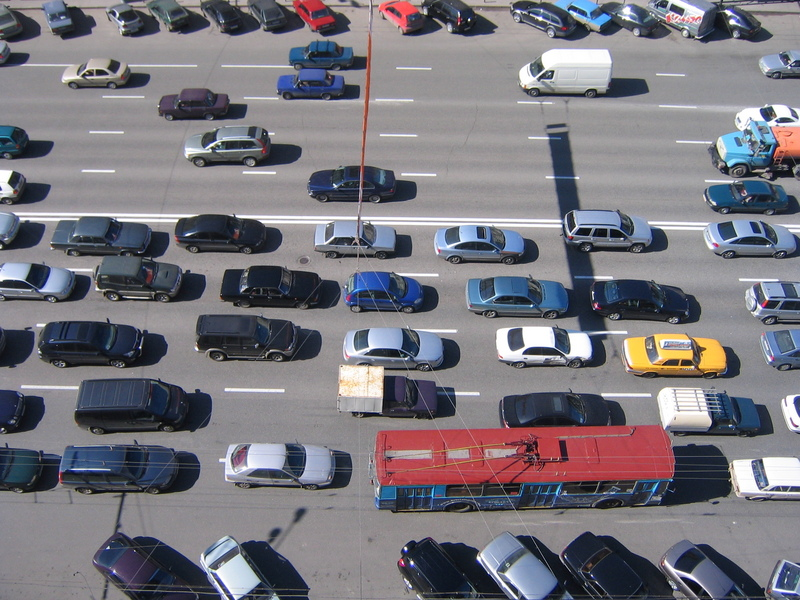
花园环路近库尔斯克站的一段为十线行车，交通十分繁忙

花园环路（羅馬化：Sadovoye Koltso），也常常被称作B环路，是莫斯科中心城区的一条环形大道，是根据17世纪所建的土城范围作为雏形。公路横跨克雷姆斯基大桥。